# Lake Pontchartrainbron

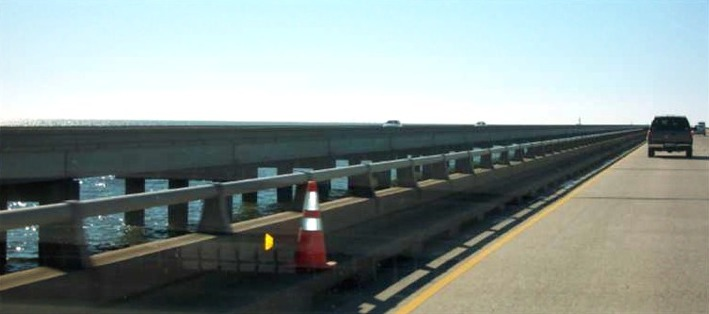
Bron söderut, i riktning mot New Orleans

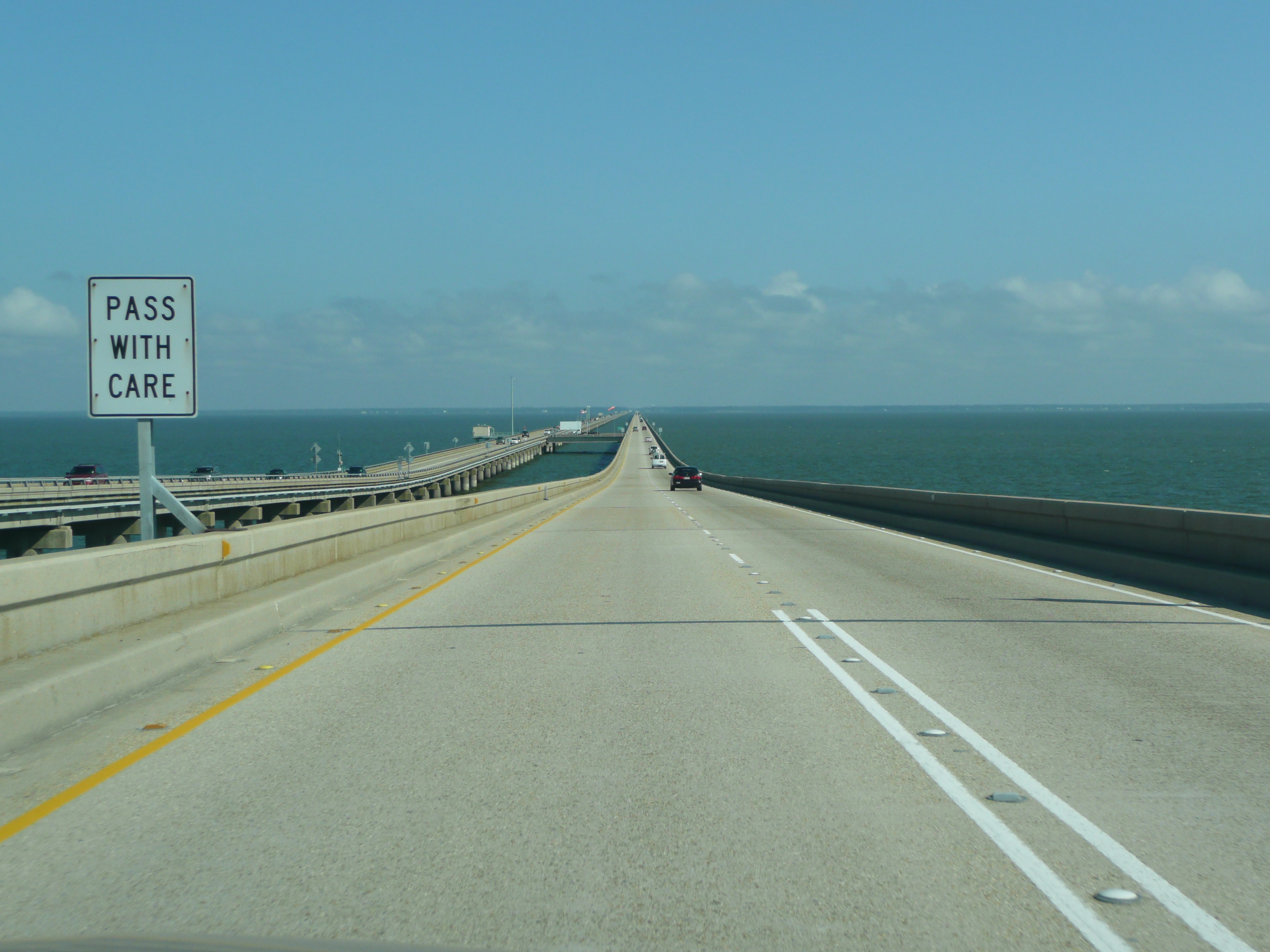
Bron i riktning norrut

Pontchartrainbron (engelska: Lake Pontchartrain Causeway), är en dubbel bro över sjön Lake Pontchartrain i Louisiana i USA. Brons norra ändpunkt är i Mandeville, Louisiana och den södra i Metairie, en förort till New Orleans. Bron är världens tredje längsta bro över vatten, 38,4 km lång, och var före 2000 världens längsta bro.
Bron består egentligen av två parallella broar, en för vardera körriktningen. Den ena blev klar 1956 och den andra 1969.